# Leithaprodersdorf-Gruppe
Die Leithaprodersdorf-(Kultur-)Gruppe ist eine frühbronzezeitliche Kultur, die aus der Glockenbecher-Kultur hervorgegangen ist. In weiterer Folge wird diese Kulturgruppe durch die Wieselburger Kultur abgelöst. Die Bezeichnung Leithaprodersdorf-Gruppe geht auf Alois Ohrenberger zurück. Die namengebende Fundstelle befindet sich im Süden des Gemeindegebietes von Leithaprodersdorf auf der Flur Edelseeäcker, wo Alois Ohrenberger 1950 und 1951 etwa 70 Körpergräber aufdeckte.

## Verbreitungsgebiet und Siedlungstypen
Als wohl westlichstes Siedlungsgebiet (und Höhensiedlung) der Leithaprodersdorf-Gruppe ist der Jennyberg bei Mödling in Niederösterreich anzusehen. Funde von Keramik, die für diese Kulturgruppe als typisch anzusehen ist, und Spuren von Hüttenlehm zeugen davon, wenngleich auch definitive Siedlungsobjekte nicht nachgewiesen werden konnten. Flachlandsiedlungen sind aus Gallbrunn und Pellendorf bekannt und in Siegendorf und Trausdorf anzunehmen. Als Höhlensiedlung, wenn auch nur für eine kurze Periode, ist die Königshöhle bei Baden (Niederösterreich) anzusehen. Die westlichsten Gräber befinden sich im Westen Niederösterreichs in Gollensdorf und sogar im oberösterreichischen Gräberfeld in Haid können an Keramikgefäßen Elemente der Leithaprodersdorf-Gruppe nachgewiesen werden.

## Handwerk und Kulturtechnik
Waffen und Schmuckstücke wurden aus reinem Kupfer angefertigt. Die typische Waffe der Träger dieser Kulturgruppe ist ein Kupferdolch mit einer kupfernen Klinge, die mittels vier Nieten an einer Heftplatte angebracht wurde, an der wiederum ein Griffstück aus Knochen, Holz oder Geweih befestigt war.
In Frauengräbern fanden sich kupferne „Diademe“ oder Haubenbesätze, wie sie auch aus anderen Kulturgruppen der gleichen Periode (z. B. Unterwölblinger Gruppe) bekannt sind. Ebenso zählten zu den Schmuckstücken Nadeln aus Knochen und Kupfer sowie kupferne Armringe. Nadeln aus Tierknochen wurden zum Zusammenhalt der Kleidung oder als Zierde verwendet.

Typische Keramikerzeugnisse (Tongefäße) sind vor allem die „Leithaprodersdorf-Tasse“ (mit kugeligem Unterteil, abgesetztem, konischem Hals, gewulstetem Rand und einem Bandhenkel der sich von Unterteil bis Rand erstreckt) und die „Trausdorfer Tasse“ (im Gegensatz zur „Leithaprodersdorfer Tasse“ deutlich abgesetzter, engerer, höherer Hals und Bandhenkel unterhalb des Randes angebracht) wie auch Schalen mit Henkeln, kugelige Henkeltöpfe, konische Schüsseln und Becher und henkellose Amphoren. Verzierte Tongefäße zeigen unterhalb des Halses eingeritzte Zierbänder. „Zierbänder mit eingestochenen punktgefällten konturlosen Dreiecken“, die sich sowohl auf typischen Gefäßen der Leithaprodersdorf-Gruppe als auch der Unterwölblinger-Gruppe finden, legen nahe, dass diese Kulturgruppen entweder in wirtschaftlicher Beziehung zueinander standen, oder aber einer gemeinsamen Vorläuferkultur entstammen.

Fischfang und Jagd sind belegt durch Funde eines durchbohrten Fischwirbels und Eberzahnes. Als Haustiere können Hunde, Hausschwein, Hausrind und Hauspferd angenommen werden.
Belegt durch Funde von Siedlungsresten in Gallbrunn und Pellendorf gelten als typische Bauten Häuser in Pfostenbauweise.

## Bestattungsriten
„Bipolare“, sexualdifferenzierte Bestattungen in Flachgräbern wie auch in Hügelgräbern (z. B. Jois), in Hockerstellung, Männer linksgehockt mit dem Kopf nach Norden, Frauen rechtsgehockt mit dem Kopf nach Süden, sind üblich. Gemeinsam ist, dass sowohl die männlichen als auch die weiblichen Verstorbenen mit Blickrichtung Osten (der aufgehenden Sonne zugewandt) bestattet wurden.
Tierknochen und Tonscherben lassen auf entsprechende Bestattungsrituale rückschließen. Als typische Grabbeigaben fanden sich tönerne Tassen, Schalen und Schüsseln. Perlmuttplättchen und Glasperlen zählen zu den Funden in Frauengräbern.
Es finden sich auch zahlreiche Scheingräber, die dieser Kulturgruppe zuzuordnen sind.

## Bedeutende Fundstellen in Niederösterreich
- Leithaprodersdorf
- Gallbrunn
- Jennyberg
- Jois
- Pellendorf